# マウレン・マミロフ
マウレン・マミロフ（カザフ語:Мәулен Сатымбайұлы Мамыров、ローマ字:Maulen Mamyrov、1970年12月14日 - ）は、カザフスタンのレスリング選手。1996年アトランタオリンピックレスリングフリースタイル52kg級の銅メダリストである。
マミロフは、1996年アトランタオリンピックレスリングフリースタイル52kg級に出場し、準決勝に進出。金メダルを獲得したブルガリアのバレンティン・ヨルダノフに敗れたものの、3位決定戦で勝利し、銅メダルを獲得。2000年シドニーオリンピックでは予選リーグを突破し決勝ラウンドに進出したが、初戦で敗退した。

## 実績
- オリンピック
  - 1996年アトランタオリンピック　銅メダル
- 世界選手権
  - 3位　1997年
- アジア大会
  - 優勝　1994年
  - 3位　1998年
- アジア選手権
  - 優勝　1999年